# Albert Winsemius

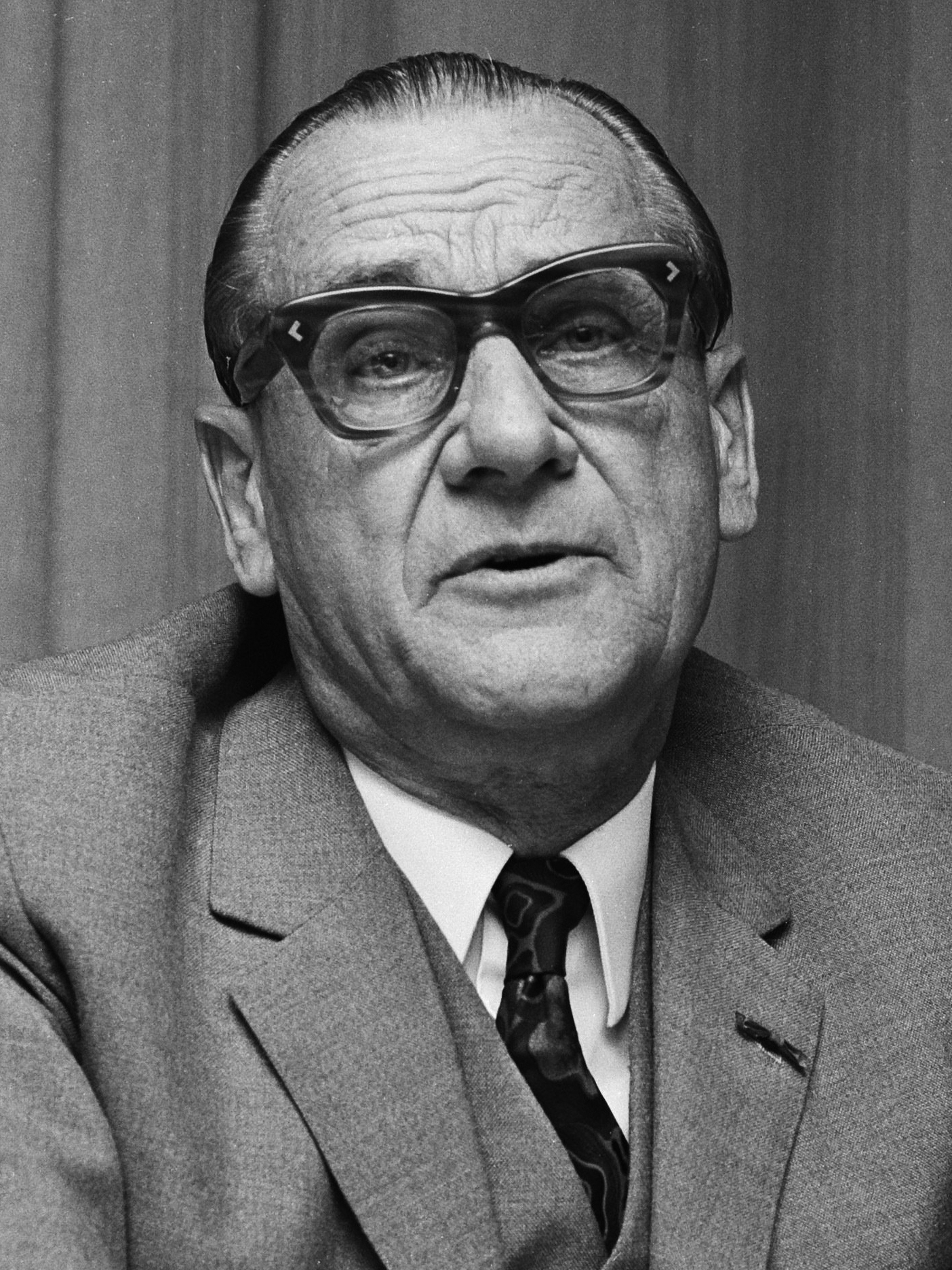
Albert Winsemius bij de persconferentie in Den Haag nadat de commissie Winsemius overeenstemming heeft bereikt over de fusie van Verolme en Rijn-Schelde (15 april 1971)

Albert Winsemius (Leeuwarden, 26 februari 1910 – Den Haag, 4 december 1996) was een Nederlands econoom. Hij speelde een belangrijke rol in de Nederlandse wederopbouw na de Tweede Wereldoorlog en later in de economische ontwikkeling van stadstaat Singapore.

## Loopbaan
Winsemius was aan het begin van de jaren dertig handelaar in kaas in Friesland. Later ging hij economie studeren aan de Erasmus Universiteit Rotterdam waar hij zijn doctoraalexamen haalde en in 1939 onder leiding van professor Piet Lieftinck promoveerde op het proefschrift Economische aspecten der internationale migratie.
Vanaf 1945 was Winsemius werkzaam als hoofd van de afdeling marktonderzoek van het ministerie van handel en nijverheid. Een jaar later nam hij een pas afgestudeerd econoom in dienst: Jan van den Brink. Toen deze in 1948 minister werd, benoemde hij Winsemius tot directeur-generaal van de industrialisatie, verantwoordelijk voor industrieuitbreiding in Nederland. Met Van den Brink haalde hij diverse Amerikaanse concerns over om zich te vestigen in Nederland. Hij kreeg grote invloed bij de besteding van de Marshallhulp in Nederland, waarbij hij zich concentreerde op de petrochemische industrie in de Botlek en op de staalindustrie bij IJmuiden.
Na het vertrek van Van den Brink als minister in 1952, stapte Winsemius over naar het bedrijfsleven. Hij was onder meer werkzaam voor het bedrijf Hispano Suiza en bezat enkele zeeschepen. In de loop van de jaren vijftig verhuisde hij naar het Zwitserse Genève. In 1960 verruilde hij het bedrijfsleven voor de Verenigde Naties, waar hij zich als internationaal economisch adviseur aan verbond. Hij leidde een onderzoek naar het industriële potentieel van Singapore, dat in 1959 zelfbestuur had gekregen. In een ontwikkelingsplan schetste hij zijn ideeën om Singapore in tien jaar te laten uitgroeien van een douanevrije handelshaven naar hét industriële centrum van de regio. Zijn eerste advies was echter om een omstreden standbeeld van de Britse stichter van Singapore Stamford Raffles te laten staan, wat een teken moest zijn naar buitenlandse investeerders dat de staat niet alle banden met het verleden wilde doorsnijden.
Vanaf 1961 kon Winsemius als economisch adviseur van Singapore zijn voorgestelde beleid mede vormgeven. Hij werkte onder andere nauw samen met premier Lee Kuan Yew. Winsemius pleitte voor grootschalige woningbouw en uitbreiding van arbeidsintensief werk, zoals de productie van overhemden en pyjama's. Door een verbeterde woonsituatie zou Singapore aantrekkelijker moeten worden voor buitenlandse investeerders. Net als in Nederland werden hiervoor stukken land ingepolderd. Door bemiddeling van Winsemius wist Singapore onder andere de olieconcerns Shell en Esso te bewegen om in het land raffinaderijen neer te zetten. Toen Singapore zich in de jaren zeventig meer ging richten op hoogwaardige technologische industrieën, haalde hij Philips over om een deel van de productie in de stadstaat te vestigen. Winsemius kwam tussen 1961 en 1984 gemiddeld twee tot drie keer per jaar in Singapore, waarbij hij met de regering de economische indicatoren en de macro-economische strategieën besprak. Hij stelde hierbij voor de staat te laten uitgroeien tot een financieel centrum en een internationaal knooppunt voor lucht- en zeeverkeer.
Voor zijn rol in de economische ontwikkeling van Singapore werd Winsemius in 1967 onderscheiden met de belangrijkste onderscheiding van het land. In 1970 ontving hij een eredoctoraat van de Nationale Universiteit van Singapore. Eind 1983 trad hij terug als economisch adviseur van Singapore. Behalve Singapore adviseerde hij tijdens zijn loopbaan ook onder andere de destijds autoritaire regeringen van Portugal en Griekenland.
Winsemius was de vader van minister Pieter Winsemius. Hij overleed in 1996 in zijn woonplaats Den Haag. Na zijn dood werd hij door de Technische Universiteit Nanyang geëerd met een leerstoel. In 2009 werd bij een bezoek van de Nederlandse minister-president Jan Peter Balkenende aan Singapore bekend dat er een straat naar Winsemius vernoemd werd: de Albert Winsemius Lane in de wijk Clementi.

## Publicaties over Winsemius
- Frans Stoelinga: Albert Winsemius. De man die Nederland en Singapore rijk maakte. Amsterdam, Boom Uitgevers, 2021. ISBN 9789024444625

- Catàleg d'autoritats de noms i títols de Catalunya: 981058510252906706
- International Standard Name Identifier: 0000 0000 4345 2286
- Library of Congress Control Number: no94016468
- Nationale Bibliotheek van Israël: 987007453520805171
- Nederlandse Thesaurus van Auteursnamen: 074494708
- Système universitaire de documentation: 097643068
- Virtual International Authority File: 31572106
- WorldCat: E39PBJw94VDFjGHtvmcHGfq4v3